# Onyx
Onyx är en ädelsten bestående av mineralet kalcedon, en kryptokristallin varietet av kvarts. Onyx består av parallella skikt som växlar mellan svart och vitt. Skikten kan utöver vitt även ha andra färger som brun och röd. Onyx används bland annat vid tillverkning av kaméer.

## Etymologi
Onyx kommer via latin från den antika grekiskan ὄνυξ med betydelsen fingernagel eller klo. Betydelsen troligen på grund av den svaga transparensen.

## Varianter
Kalcedon-onyx heter lite olika beroende på vilka färger som ingår:
- Onyx utan epitet är svart med vita inslag.
- Sardonyx är svart eller brun med vita inslag.
- Karneol-onyx är röd med vita inslag.
- Det finns även enfärgad onyx.

Onyx-marmor är en bergart som uppstår i kalkhaltigt vatten och består av mineralen kalcit och aragonit. Att benämna bergarten enbart som onyx utan epitet är vilseledande. Den är mindre hård och används för tillverkning av prydnadsföremål såsom skålar, glas och liknande.

## Användning
På grund av sina speciella egenskaper lämpar sig onyxen väl för framställning av kaméer – utskurna skiktstenar med respektive upphöjda och nedskurna figurer. Onyx och agat används som material till mortlar.

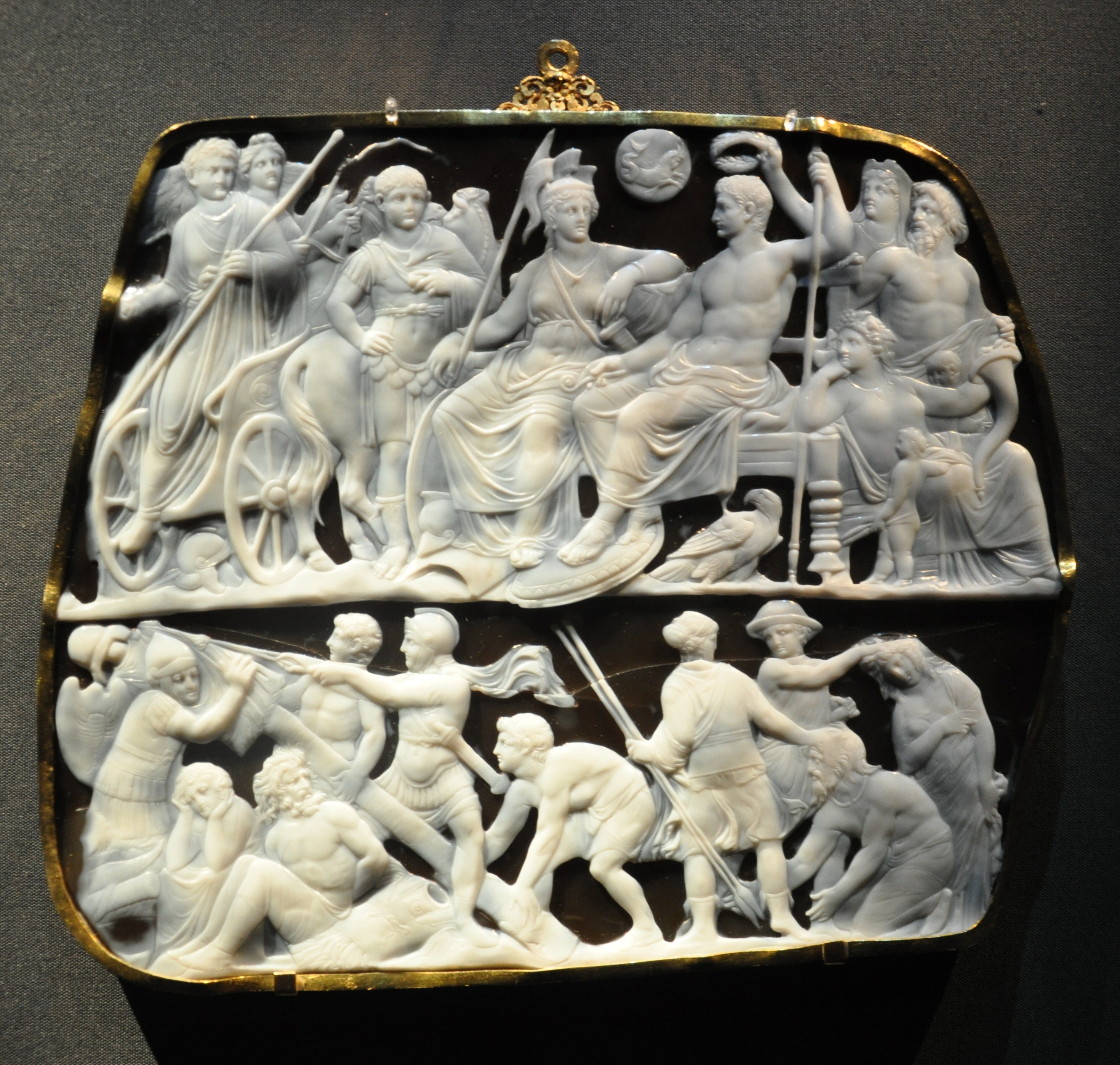
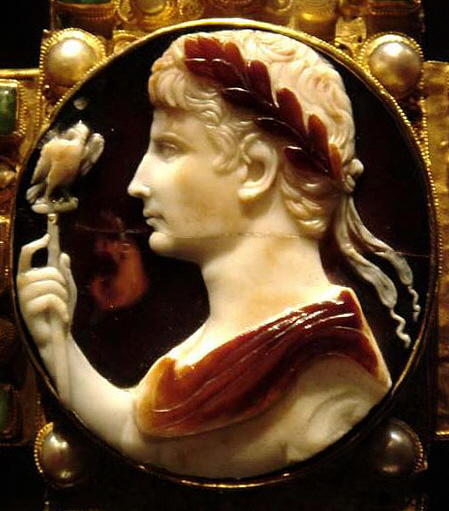
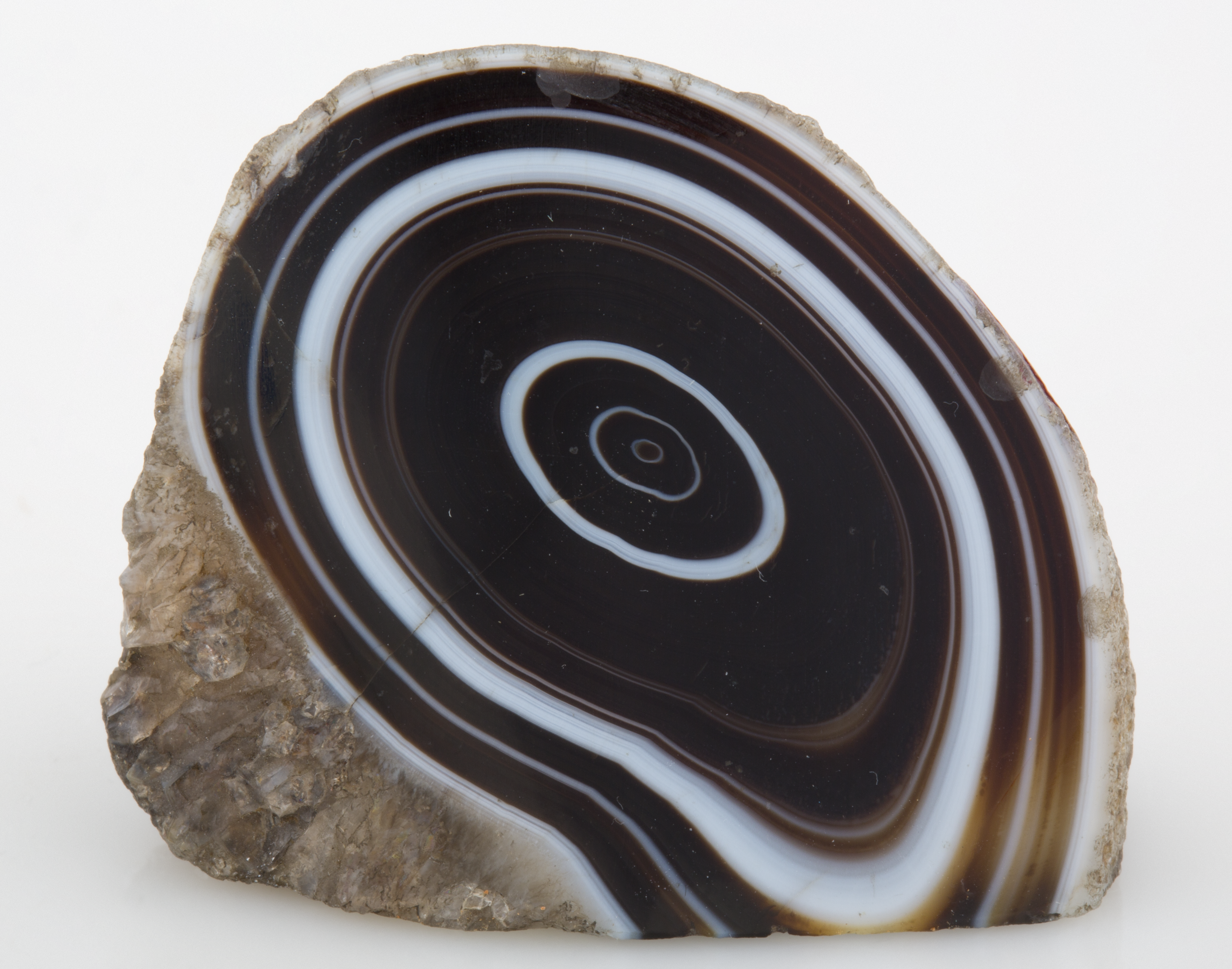
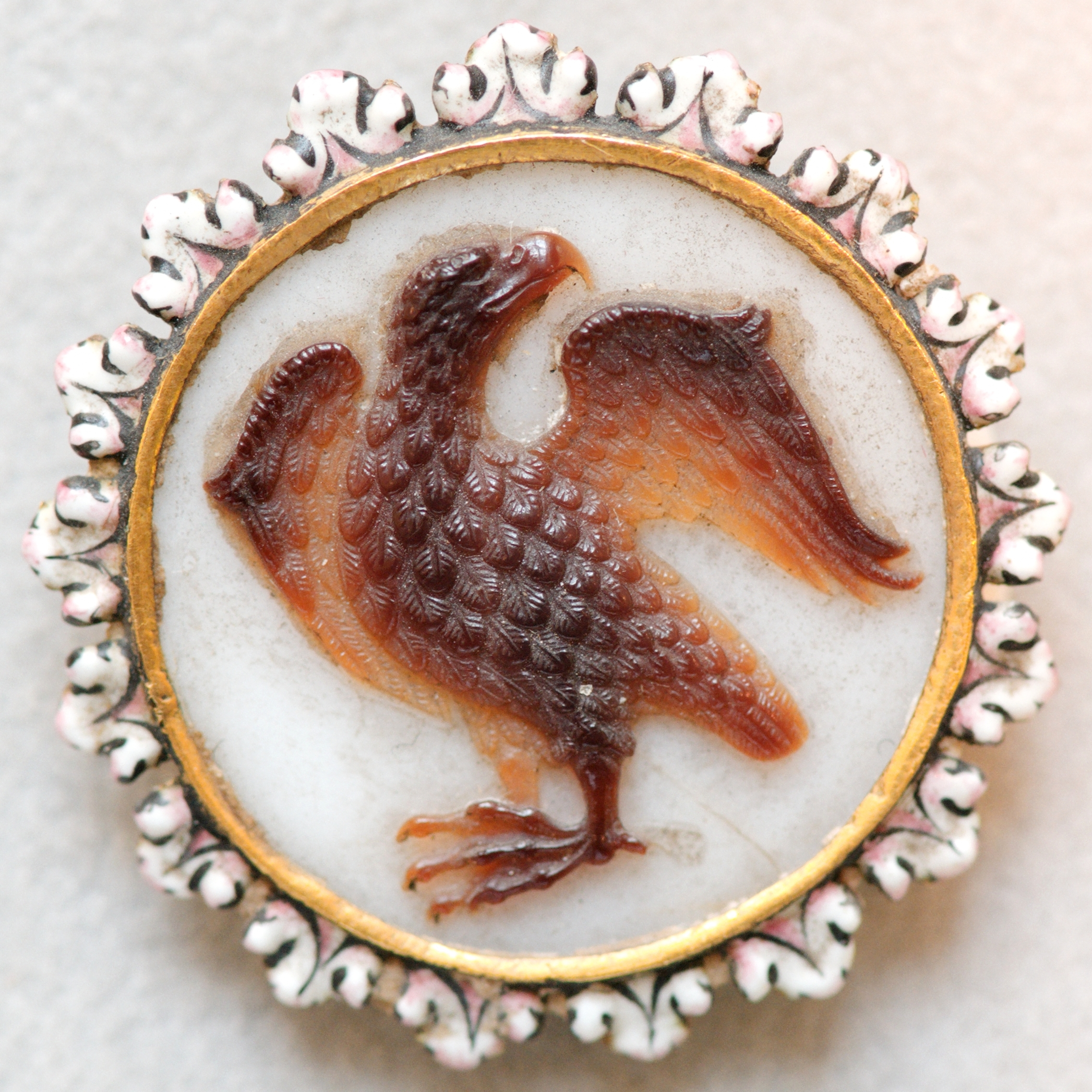
Halsband av guld, glas och onyx, cirka 1800
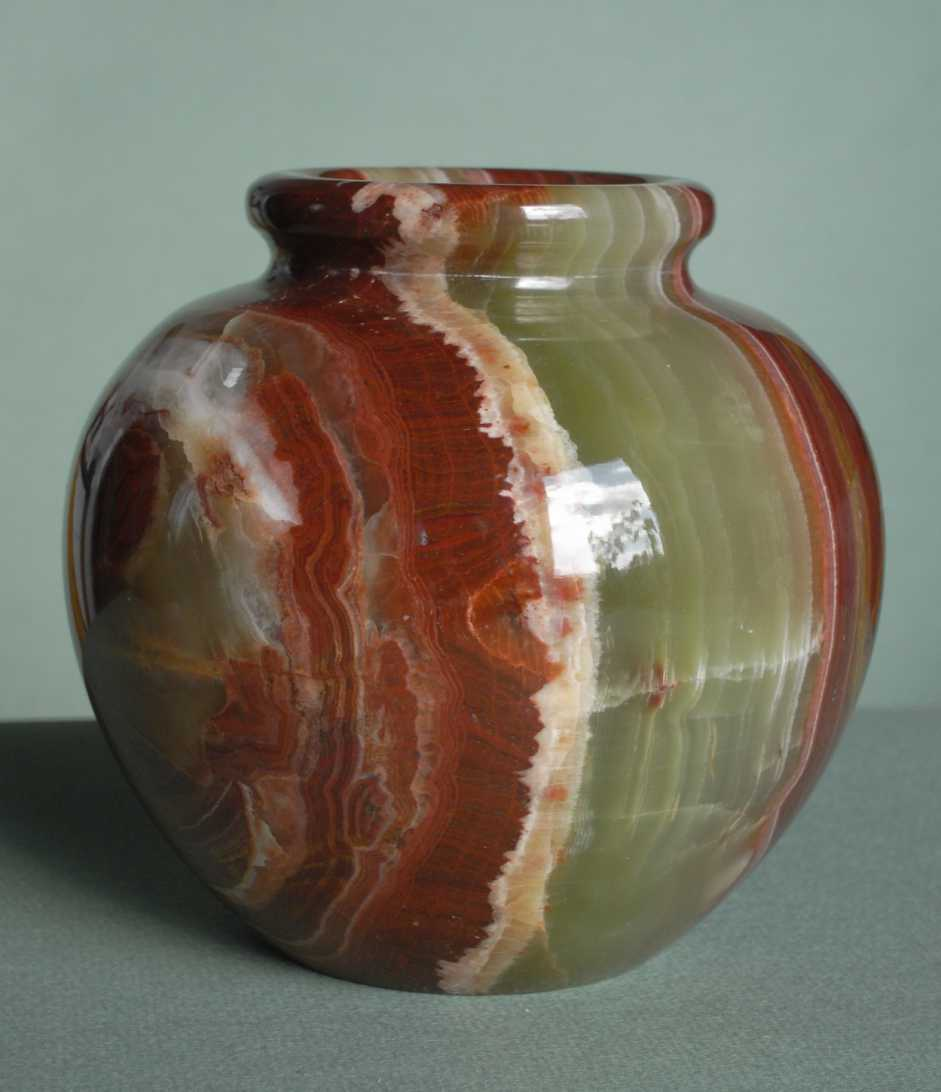
Vas i onyxmarmor